# Tommy Souraniemi
Tommy Souraniemi, švedski rokometaš, * 28. februar 1969.
Leta 1992 je na poletnih olimpijskih igrah v Barceloni v sestavi švedske reprezentance osvojil srebrno olimpijsko medaljo.